# Slump Mountain
Slump Mountain är ett berg i Antarktis. Det ligger i Östantarktis. Nya Zeeland gör anspråk på området. Toppen på Slump Mountain är 2 195 meter över havet, eller 564 meter över den omgivande terrängen. Bredden vid basen är 5,0 km.
Terrängen runt Slump Mountain är bergig åt nordväst, men åt sydost är den kuperad. Trakten är obefolkad. Det finns inga samhällen i närheten. 